# 劇院站 (基輔地鐵)
劇院站（羅馬化：Teatralna （ⓘ））是基輔地鐵斯維亞托申-布羅瓦雷線的一個車站，在該站可以換乘瑟雷茨-佩切拉線。劇院站開通於1987年。現在有計劃在該站開始第二個出口。站名取自於附近的國立烏克蘭歌劇院。

## 外部連結
- Description on official site （乌克兰語）
- description and gallery （俄文）
- Satellite shot centred on the vestibule
- Photo gallery （捷克文）